# Dominique Charpin
Dominique Charpin   (Neuilly-sur-Seine, 12 de juny de 1954) és un assiriòleg francès, professor al Collège de France i membre corresponent de l'Académie des Inscriptions et Belles-Lettres, especialitzat en el període «Antiga Babilònia».

## Biografia
Nascut el 12 de juny de 1954 a Neuilly-sur-Seine, Charpin anava a l'institut quan un viatge a Turquia i una estada a Síria i al Líban l'any següent van determinar la seva vocació. Després de graduar-se amb una llicenciatura l'any 1971, va continuar els seus estudis d'història, i més concretament va optar per estudiar epigrafia en lloc d'arqueologia, però va aprendre aquestes dues assignatures i va començar a practicar-les durant les excavacions a l'Iraq. Va aprovar l'agregació d'història el 1976, amb una dissertació doctoral el 1979 sobre Archives familiales et propriété privée en Babylonie ancienne, i la seva tesi doctoral sobre Le Clergé d'Ur au siècle d'Hammu-rabi el 1984, sota la direcció de Paul Garelli.
Participa en excavacions i estudis al jaciment de Larsa a l'Iraq, i els jaciments de Mari de Tell Mohammed Diyab a Síria.
Com a assistent a la Universitat de París I Panteó-Sorbona des de 1976, Charpin s'integra al Centre national de la recherche scientifique (CNRS) l'any 1985 com a becari de recerca, després va tornar a París I el 1988 com a professor. Paral·lelament, també va ser el director d'estudis acumulats a l'École pratique des hautes études (EPHE) a «Història i civilització de l'antiga Babilònia» des de 1994 fins a 2005. Més tard, Charpin va ser director d'estudis durant 8 anys, des de 2005 fins a 2013.
Mesopotàmia constitueix el seu principal focus particularment cap a l'antic període babilònic o amorrita; és la gran època de la civilització mesopotàmica, amb Hammurabi sobre la qual va signar el primer llibre en francès l'any 2003.
Corresponsal de l'Académie des Inscriptions et Belles-Lettres des del 30 de març de 2012, Dominique Charpin va ser nomenat professor al Collège de France, titular de la càtedra «Civilització mesopotàmica» des de l'1 de gener de 2014.
També és director de la Revue d'assyriologie, president de la Societat per a l'Estudi de l'Antic Pròxim Orient, codirector de la col·lecció Archives Royales de Mari, subdirector de la UMR 7192 Near East - Caucasus: languages, archaeology, cultures (Centre national de la recherche scientifique, Collège de France, École pratique des hautes études, INALCO).

## Reconeixements
- Membre corresponent de l'Académie des inscriptions et belles-lettres[4]
- Membre honorari de l'American Oriental Society[5]

## Premis i honors
- Cavaller de l'Ordre des Palmes académiques (França)[6]
- 1987 : Premi Saintour de l'Académie des inscriptions et belles-lettres[7]
- 2004 : Premi del Budget de l'Institut de France[8]
- 2021 : Grau honorari de la Universitat de Chicago[9]

## Obres publicades (selecció)[10]
- Archives familiales et propriété privée en Babylonie ancienne : étude des documents de «Tell Sifr» (en francès).  Ginebra, París: Droz, 1980 (Hautes Études Orientales (12)).
- Documents cunéiformes de Strasbourg conservés à la Bibliothèque Nationale et Universitaire (en francès). I(4).  Éditions Recherche sur les Civilisations, 1981. Junt amb J.M. Durand.
- Le Clergé d’Ur au siècle d’Hammurabi XIXe – XVIIIe siècles av. J.C.  (en francès).  Ginebra, París: Droz, 1986 (Hautes Études Orientales (22)). Premi Saintour de l'Académie des inscriptions et belles-lettres 1987.
- «Archives Épistolaires de Mari (I/2)». A: Archives Royales de Mari (26/2) (en francès).  París: Éditions Recherche sur les Civilisations, 1988.
- Marchands, diplomates et empereurs. Études sur la civilisation mésopotamienne offertes à Paul Garelli (en francès), 1991. Junt amb F. Joannès.
- «La circulation des biens, des personnes et des idées dans le Proche-Orient ancien». A: Actes de la XXXVIIIe Rencontre assyriologique internationale (en francès), 1992. Junt amb F. Joannès.
- Florilegium Marianum II. Recueil d’études à la mémoire de Maurice Birot (en francès). 3, 1994 (Mémoires de NABU). Junt amb J. M. Durand.
- Florilegium Marianum III. Recueil d’études à la mémoire de Marie-Thérèse Barrelet (en francès). 4, 1997 (Mémoires de NABU). Junt amb J. M. Durand.
- Mari, Ébla et les Hourrites: dix ans de travaux. Actes du colloque international (en francès). vol. 2: Amurru 2, maig 2001.
- Florilegium Marianum VI. Recueil d’études à la mémoire d’André Parrot (en francès). 7, 2002 (Mémoires de NABU).
- Florilegium Marianum V. Mari et le Proche-Orient à l’époque amorrite, essai d'histoire politique (en francès). 6.  París: SEPOA, 2003 (Mémoires de NABU). Junt amb N. Ziegler. Premi del Budget de l'Académie des Inscriptions et Belles-Lettres 2004.
- Hammu-rabi de Babylone (en francès).  París: PUF, 2003.
- Reading and Writing in Babylon (en anglès).  París: PUF, 2008.
- Writing, Law, and Kingship: Essays on Old Babylonian Mesopotamia (en anglès).  Chicago: Chicago University Press, 2010.
- Gods, Kings, and Merchants in Old Babylonian Mesopotamia (en anglès).  PIPOAC 2, Louvain i París: Peeters, 2014.
- How to be an Assyriologist? lloc=París (en anglès).  Fayard / Collège de France, 2017.
- La vie méconnue des temples mésopotamiens (en anglès). 1.  París: Les Belles Lettres / Collège de France, 2017 (Docet omnia).
- Tu es de mon sang! Les alliances dans le Proche-Orient ancien (en francès). 4.  París: Les Belles Lettres / Collège de France, 2019 (Docet omnia).
- Nouvelles recherches sur les archives d'Ur d'époque paléo-babylonienne (en francès). 22, 2020 (Mémoires de NABU). Junt amb M. Béranger, B. Fiette, A. Jacquet et al.